# Moritz Hill
Friedrich Moritz Hill, född 8 december 1805, död 30 september 1874, var en tysk pedagog.
Hill verkade i Weissenfels vid ett med dövstumskola förenat lärarseminarium och var på samma gång seminarielärare och dövstumslärare. Genom att kräva, att den då starkt grammatiskt betonade språkundervisningen i dövstumskolan skulle göras naturlig och baseras på åskådning, blev hans verksamhet för denna revolutioneradnde. I ett stort antal skrifter har han framlagt sina pedagogiska idéer. Hill betraktas som en av den tyska dövstumsundervisningens främsta män.